# Mark Heese
Mark Heese (Toronto, 15 de agosto de 1969) é um voleibolista de praia canadense.
Heese participou de três edições de Jogos Olímpicos. Na primeira aparição do esporte como modalidade olímpica, em Atlanta 1996, conquistou a medalha de bronze ao lado de John Child. Em suas outras participações obteve dois quinto lugares; em Sydney 2000 e Atenas 2004, sempre tendo Child como parceiro.